# Ángela María Orozco
Ángela María Orozco Gómez (Barranquilla, Atlántico; 7 de septiembre de 1965) es una abogada colombiana, designada como Ministra de Transporte de Colombia por el presidente Iván Duque en 2018.

## Biografía
Ángela María Orozco Gómez nació en Barranquilla en 1965. Es titulada en Derecho y Ciencias Socioeconómicas de la Universidad Javeriana de Bogotá (1989), con maestría en Jurisprudencia Comparada de la Universidad de Texas, Estados Unidos (1992), y con especialización en Derecho Económico de la Universidad Externado de Colombia.
Fue Profesora de Comercio Internacional de la Pontificia Universidad Javeriana y del Programa de Alta Gerencia de la Universidad de los Andes.
Su trayectoria profesional ha sido principalmente en la actividad gremial y comercial. En 1995 fue vicepresidenta de La Asociación Colombiana de Exportadores de Flores, luego ingresó al gobierno de Andrés Pastrana, ocupando el cargo de viceministra de Comercio Exterior, entre agosto de 1998 y octubre del 2000.
Posteriormente fue nombrada como presidenta de Proexport, cargo que ocupó hasta febrero de 2002, cuando el expresidente Pastrana le encargó el Ministerio de Comercio Exterior como titular. También ha sido árbitro en el Panel de Solución de Diferencias entre Chile y Colombia en el Caso del Azúcar.

## Controversias

### Su estrecha relación con la Vicepresidenta de la República
En 2018 Orozco es nombrada Ministra de Transporte como cuota de Marta Lucía Ramírez Blanco de Rincón, la Vicepresidenta de la República, las cuales, antes de asumir sus cargos públicos, ambas se desempeñaban como socias-accionistas de la firma Ramirez & Orozco International Strategy Consultants.

### Grupo Aval
Se le ha acusado constantemente de tener impedimento para ejercer como Ministra de Transporte por conflicto de intereses por su previo vínculo laboral con el Grupo Aval de Luís Carlos Sarmiento Ángulo, quién es a su vez uno de los mayores contratistas de concesiones de transporte en toda Colombia y el hombre más rico del país.

### Caso Odebrecht
El 1 de octubre de 2019 fue sometida a un debate de moción de censura en plenaria conjunta del Congreso de la República por su presunto favorecimiento a terceros contra los intereses del Estado, en el marco del escándalo de corrupción de Odebrecht.

### Pandora Papers
Por segunda vez la ministra fue citada a un debate de moción de censura en plenaria del Congreso de la República al aparecer en la lista de personalidades con activos en paraísos fiscales, de acuerdo a los Pandora Papers publicados el 3 de octubre de 2021. Se le suma el agravante que la vincula con Gustavo Hernández Frieri, extraditado y condenado en Estados Unidos por lavado de activos.

### Nepotismo
El 7 de octubre de 2021 se denuncia públicamente que su sobrino Nicolás Almeida Orozco, fue nombrado como asesor de la recién posesionada ministra de las TIC, Carmen Ligia Valderrama Rojas, quien se desempeñaba anteriormente como Viceministra de Transporte, en reemplazo de Karen Cecilia Abudinen Abuchaibe, luego de su renuncia por el escándalo de corrupción de Centros Poblados y sus vínculos con la familia Char de Barranquilla.